# Người Montenegro
Người Montenegro, (tiếng Montenegro: Црногорци, đã Latinh hoá: Crnogorci, phát âm [tsr̩nǒɡoːrtsi] or [tsr̩noɡǒːrtsi]; dịch nghĩa: "người núi đen"-Hắc sơn nhân) là sắc tộc thuộc nhóm Slav Nam có nguồn gốc từ Montenegro. Các cộng đồng di cư nằm rải rác ở Bosnia và Herzegovina, Croatia, Cộng hòa Macedonia, Serbia, Thổ Nhĩ Kỳ, Hoa Kỳ, Argentina, Đức, Luxembourg, Chile, Canada và Úc.